# Selva trágica
Selva trágica (en inglés: Tragic Jungle) es una película mexicana de suspenso y drama de 2020, escrita y dirigida por la galardonada directora Yulene Olaizola, fotografiada por Sofía Oggioni y protagonizada por Indira Rubie Andrewin, Eligio Meléndez y Gabino Rodríguez. La cinta se estrenará a través de la plataforma de Netflix el 9 de junio de 2021.

## Sinopsis
Año 1920, en la frontera entre México y Honduras Británico, en lo profundo de la jungla maya, en un territorio sin ley dónde abundan los mitos, un grupo de trabajadores mexicanos de la goma de mascar se cruza con Agnes, una misteriosa joven hondureña británica Su presencia incita a la tensión entre los hombres, despertando sus fantasías y deseos. Llenos de nuevo vigor, afrontan su destino, sin saber que han despertado a Xtabay, un ser legendario que acecha en el corazón de la jungla.

## Reparto
- Indira Rubie Andrewin cómo Agnes / Xtabay.
- Eligio Meléndez cómo Don Mundo.
- Lázaro Gabino Rodríguez cómo El Caimán.
- iGilberto Barraza cómo Ausencio.
- Gildon Roland cómo Gildon.
- Dale Carley cómo Cacique.
- Mariano Tun Xool cómo Jacinto.

## Rodaje
La película se filmó en la selva de Chetumal, Quintana Roo, cerca de la frontera con Belice. Algunos de los actores utilizados en la cinta no habían actuado nunca, y esto según la directora, para crear un ambiente de realismo y espontaneidad en las actuaciones.

## Premios
La cinta ha acumulado varios reconocimientos en algunos de los más importantes festivales de cine en todo el mundo, con 9 nominaciones y 4 victorias.

#### Festival Internacional de Cinema de Varsovia
| Año  | Categoría         | Resultado |
| ---- | ----------------- | --------- |
| 2020 | Free Spirit Award | Ganadora  |

#### Festival Internacional de Cine de Viena
| Año  | Categoría                    | Resultado |
| ---- | ---------------------------- | --------- |
| 2020 | Standard Reader's Jury Prize | Ganadora  |

#### Festival de cine de Venecia
| Año  | Categoría                     | Resultado |
| ---- | ----------------------------- | --------- |
| 2020 | Sorriso Diverso Venezia Award | Ganadora  |
| 2020 | Venice Horizons Award         | Nominada  |

#### Festival Internacional de Cine de San Sebastián
| Año  | Categoría      | Resultado |
| ---- | -------------- | --------- |
| 2020 | Horizons Award | Nominada  |

### Festival Internacional de Cine de Mar del Plata
| Año  | Categoría                      | Resultado |
| ---- | ------------------------------ | --------- |
| 2020 | FIPRESCI Prize                 | Ganadora  |
| 2020 | Mejor película Latinoamericana | Nominada  |

#### International Film Festival & Awards Macao
| Año  | Categoría      | Resultado |
| ---- | -------------- | --------- |
| 2020 | Mejor película | Nominada  |

#### Hainan International Film Festival
| Año  | Categoría      | Resultado |
| ---- | -------------- | --------- |
| 2020 | Golden Coconut | Nominada  |